# Справедлива България – обединени родолюбци
СБОР (Справедлива България обединени родолюбци) е политическа партия в България, основана през 2012 г. Председател на партията е бизнесменът Димитър Илиев.
За първи път партията се явява на парламентарни избори през 2023 г., като част от коалиция „Заедно“.